# Педотрансферная функция
Педотрансферные функции — зависимости, позволяющие определять основные гидрофизические свойства грунта, прежде всего, основную гидрофизическую характеристику (ОГХ), — по традиционным, известным из материалов Почвенных служб.
Термин педотрансферная функция введен Йоханом Боумой для перевода данных, которые у нас есть, в то, что нам нужно . Наиболее легкодоступные данные получают из морфологии, текстура почвы, структура и pH. Педотрансферные функции повышают ценность этой базовой информации, переводя ее в оценки других, более трудоемких и дорогостоящих определяемых свойств грунта. Функции заполняют пробел между доступными данными о грунте и свойствами, которые более полезны или необходимы для конкретной модели или оценки качества. Педотрансферные функции используют различные методы регрессионного и интеллектуального анализа данных для извлечения правил, связывающих основные свойства почвы с более сложными для измерения свойствами.
Хотя концепция педотрансферной функции не была официально признана, она долгое время применялась для оценки свойств почвы, которые трудно определить. Многие агентства по грунтоведению имеют свои собственные (неофициальные) эмпирические правила для оценки трудноизмеримых свойств почвы. Вероятно, из-за особой сложности, стоимости измерения и наличия больших баз данных наиболее всесторонние исследования в области разработки ПТФ проводились для оценки кривой водоудержания и гидравлической проводимости .

## История
Первая Педотрансферная функция возникла в результате исследования Лаймана Бриггса и Маклейна (1907 г.). Они определили коэффициент увядания, который определяется как процентное содержание воды в почве, когда растения, растущие в этой почве, сначала доводятся до увядшего состояния, из которого они не могут восстановиться в приблизительно насыщенной атмосфере без добавления воды в почву. функция размера частиц :
Коэффициент увядания = 0,01 песок + 0,12 ил + 0,57 глина .
С введением Франком Вейхмейером и Артуром Хендриксеном (1927) концепций полевой емкости (FC) и постоянной точки увядания (PWP) исследования в период 1950—1980 годов пытались сопоставить гранулометрический состав, объемную плотность и содержание органического вещества с содержание воды при полевой вместимости (FC), точка постоянного увядания (PWP) и доступная влагоемкость (AWC).
В 1960-х годах различные статьи касались оценки FC, PWP и AWC, особенно в серии статей Солтера и Уильямса (1965 и др.). Они исследовали отношения между классами текстуры и доступной емкостью воды, которые теперь известны как классовые PTF. Они также разработали функции, связывающие распределение частиц по размерам с AWC, теперь известные как непрерывные PTF. Они утверждали, что их функции могут предсказывать AWC со средней точностью 16 %.
В 1970-х годах были разработаны более комплексные исследования с использованием больших баз данных. Особенно хорошим примером является исследование Hall et al. (1977) из почвы в Англии и Уэльсе; они установили полевую емкость, постоянную точку увядания, доступное содержание воды и воздухоемкость в зависимости от класса текстуры, а также получили непрерывные функции, оценивающие эти свойства почвы и воды. В США Гупта и Ларсон (1979) разработали 12 функций, связывающих гранулометрический состав и содержание органического вещества с содержанием воды при потенциалах от −4 кПа до −1500 кПа.
С бурным развитием моделей, описывающих гидравлические свойства почвы, и компьютерного моделирования переноса почвенной воды и растворенных веществ потребность в гидравлических свойствах в качестве исходных данных для этих моделей стала более очевидной. Клапп и Хорнбергер (1978) получили средние значения параметров степенной кривой водоудержания, сорбционной способности и насыщенной гидравлической проводимости для различных классов текстуры . Вероятно, в первом исследовании такого рода Bloemen (1977) вывел эмпирические уравнения, связывающие параметры гидравлической модели Брукса и Кори с распределением частиц по размерам.
Jurgen Lamp и Kneib (1981) из Германии ввели термин педофункция, а Bouma и van Lanen (1986) использовали термин передаточная функция. Чтобы избежать путаницы с термином передаточная функция, используемым в физике почв и во многих других дисциплинах, Йохан Боума (1989) позже назвал ее педопередаточной функцией . (Личный анекдот намекнул, что этот термин предложил Арнольд Брегт из Вагенингенского университета).

## Программного обеспечения
Существует несколько доступных программ, помогающих определять гидравлические свойства грунтов с использованием педотрансферных функций, среди них
- SOILPAR — Акутис и Донателли[3]
- РОЗЕТТА — Шаап и др.[4] Министерства сельского хозяйства США, использует искусственные нейронные сети.